# Colorado (řeka v Argentině)
Colorado (španělsky Río Colorado) je řeka na severu Patagonie v Argentině (provincie Mendoza, Neuquén, La Pampa, Río Negro, Buenos Aires). Je přibližně 1200 km dlouhá. Povodí má přibližně rozlohu 350 000 km².

## Průběh toku
Vzniká soutokem řek Río Grande a Barrancas, které pramení na východních svazích And. Prořezává se suchou oblastí severní Patagonie v hluboké a široké dolině. Ústí do zálivu Bahía Blanca Argentinského moře v Atlantském oceánu, přičemž vytváří deltu.

### Přítoky
- zleva Desaguadero

## Vodní stav
Průměrný průtok vody činí 140 m³/s. Nejvyšší je na jaře.

## Využití
Vodní doprava je možná do vzdálenosti 320 km od ústí.